# Rajd Mogürt-Salgó 1988
Rajd Mogürt-Salgó 1988 (15. Nemzetközi Mogürt-Salgó Rallye) – 15. edycja rajdu samochodowego Rajd Mogürt-Salgó rozgrywanego na Węgrezch. Rozgrywany był od 22 do 24 kwietnia 1988 roku. Rajd był pierwszą rundą Rajdowego Pucharu Pokoju i Przyjaźni w roku 1988 i także pierwszą rundą Rajdowych Mistrzostw Węgier w roku 1988.

## Klasyfikacja rajdu
| Miejsce                                  | Kierowca               | Pilot                  | Samochód               | Czas                   | Strata                 |                        |
| Klasyfikacja generalna                   | Klasyfikacja generalna | Klasyfikacja generalna | Klasyfikacja generalna | Klasyfikacja generalna | Klasyfikacja generalna | Klasyfikacja generalna |
| ---------------------------------------- | ---------------------- | ---------------------- | ---------------------- | ---------------------- | ---------------------- | ---------------------- |
| 1.                                       | Risto Buri             | Jyrki Stenroos         | Audi Coupé Quattro     | 2:49:39                | -                      |                        |
| 2.                                       | Eugenijus Tumalevičius | Pranas Videika         | Lada VAZ 2105 VFTS     | 2:50:00                | +21                    |                        |
| 3.                                       | Pavel Sibera           | Petr Gross             | Škoda 130 LR           | 2:51:11                | +1:32                  |                        |
| 4.                                       | László Ranga sen.      | Mihály Dudás           | Audi 90 Quattro        | 2:51:20                | +1:41                  |                        |
| 5.                                       | Ilmar Raissar          | Rein Talvar            | Lada VAZ 2105 VFTS     | 2:52:47                | +3:08                  |                        |
| 6.                                       | Nikolay Bolshikh       | Igor Bolshikh          | Lada VAZ 2105 VFTS     | 2:53:23                | +3:44                  |                        |
| 7.                                       | Andrzej Koper          | Krzysztof Gęborys      | Renault 11 Turbo       | 2:55:42                | +6:03                  |                        |
| 8.                                       | János Hideg            | Zoltán Kecskeméti      | Lada VAZ 2105 VFTS     | 2:57:53                | +8:14                  |                        |
| 9.                                       | László Vizin           | László Gönczi          | Lada VAZ 2105 VFTS     | 2:58:27                | +8:48                  |                        |
| 10.                                      | Jan Trajbold st.       | Vladimír Zelinka       | Škoda 130 LR           | 3:00:30                | +10:51                 |                        |
| Klasyfikacja RPPiP                       |                        |                        |                        |                        |                        |                        |
| 1.                                       | Eugenijus Tumalevičius | Pranas Videika         | Lada VAZ 2105 VFTS     | 2:50:00                | 0.00                   |                        |
| 2.                                       | Pavel Sibera           | Petr Gross             | Škoda 130 LR           | 2:51:11                | +1:11                  |                        |
| 3.                                       | Ilmar Raissar          | Rein Talvar            | Lada VAZ 2105 VFTS     | 2:52:47                | +2:47                  |                        |
| 4.                                       | Nikolay Bolshikh       | Igor Bolshikh          | Lada VAZ 2105 VFTS     | 2:53:23                | +3:23                  |                        |
| 5.                                       | Jan Trajbold st.       | Vladimír Zelinka       | Škoda 130 LR           | 3:00:30                | +10:30                 |                        |
| Klasyfikacja Rajdowych Mistrzostw Węgier |                        |                        |                        |                        |                        |                        |
| 1.                                       | László Ranga sen.      | Mihály Dudás           | Audi 90 Quattro        | 2:51:20                | 0.00                   |                        |
| 2.                                       | János Hideg            | Zoltán Kecskeméti      | Lada VAZ 2105 VFTS     | 2:57:53                | +6:33                  |                        |
| 3.                                       | László Vizin           | László Gönczi          | Lada VAZ 2105 VFTS     | 2:58:27                | +7:07                  |                        |

| 1. | ZSRR   |
| 2. | NRD    |
| 3. | Polska |